# Бен Джонсън (актьор)
Вижте пояснителната страница за други личности с името Бен Джонсън.
Бен Джонсън (на английски: Ben Johnson) е американски актьор.

## Биография
Джонсън (13 юни 1918 - 8 април 1996) е американски каскадьор, световен шампион на родео и актьор. Син на собственик на ранчо, той пристига в Холивуд, за да достави коне за заснемане на филм. В продължение на няколко години той се занимава с каскадьорска работа, преди да достигне до съвместна работа с Джон Форд. Джонсън донася автентичност на много роли в уестърна с изключителната си езда. За ролята си на Сам (Лъвът) в „Последната прожекция“ (1971) на режисьора Питър Богданович печели наградите: Оскар за най-добра поддържаща мъжка роля, Златен глобус за най-добър поддържащ актьор и БАФТА за най-добър поддържащ актьор.

## Избрана филмография
| Година | Филм                     | Оригинално заглавие      | Роля                 | Режисьор         |
| ------ | ------------------------ | ------------------------ | -------------------- | ---------------- |
| 1948   | 3 Кръстника              | 3 Godfathers             | Член на отряда       | Джон Форд        |
| 1949   | Тя носеше жълта панделка | She Wore a Yellow Ribbon | Сержант Тайри        | Джон Форд        |
| 1950   | Рио Гранде               | Rio Grande               | войник Травис Тайри  | Джон Форд        |
| 1953   | Шейн                     | Shane                    | Крис Калуей          | Джордж Стивънс   |
| 1965   | Майор Дънди              | Major Dundee             | Сержант Чилъм        | Сам Пекинпа      |
| 1968   | Закачете ги високо       | Hang 'Em High            | Маршал Дейв Блис     | Тед Пост         |
| 1969   | Непобедимите             | The Undefeated           | Шотгръб              | Андрю Маклаглън  |
| 1969   | Дивата орда              | The Wild Bunch           | Тектър Горч          | Сам Пекинпа      |
| 1971   | Последната прожекция     | The Last Picture Show    | Сам (Лъвът)          | Питър Богданович |
| 1972   | Бягството                | The Getaway              | Джак Бейнън          | Сам Пекинпа      |
| 1973   | Обирджии на влакове      | The Train Robbers        | Джеси Джеймс         | Бърт Кенеди      |
| 1974   | Шугърланд Експрес        | The Sugarland Express    | капитан Харлин Танър | Стивън Спилбърг  |
| 1975   | Гризни оловото           | Bite the Bullet          | Мистър               | Ричард Брукс     |